# Elden Henson

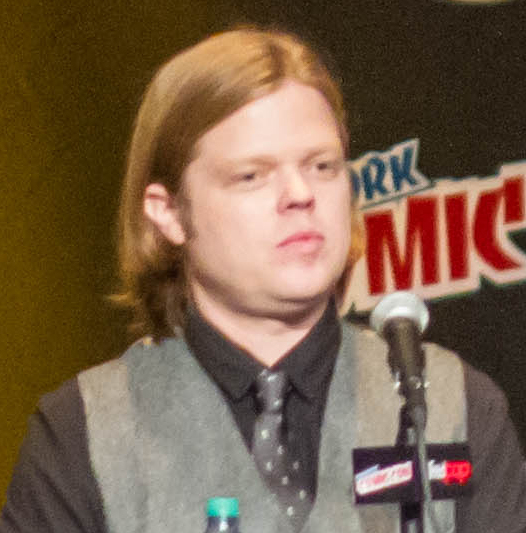
Elden Henson (2015)

Elden Henson (ur. Elden Ryan Ratliff, 30 sierpnia 1977 w Rockville) – amerykański aktor serialowy i filmowy. Wystąpił jako Fulton Reed w filmie Potężne Kaczory (1992) i jego kontynuacjach oraz jako Foggy Nelson w serialu Daredevil (2015–2018) i powiązanych z nim serialach MCU.

## Filmografia
| Rok       | Tytuł                                             | Rola                 | Uwagi                | Przypis |
| --------- | ------------------------------------------------- | -------------------- | -------------------- | ------- |
| 1982–1985 | As the World Turns                                | Paul Ryan            | Serial telewizyjny   | [ 2 ]   |
| 1985      | Niesamowite historie                              |                      | Serial telewizyjny   | [ 3 ]   |
| 1986      | Fame                                              | Matthew              | Serial telewizyjny   | [ 4 ]   |
| 1987      | Autostrada do nieba                               | Alan Bailey          | Serial telewizyjny   | [ 4 ]   |
| 1987      | Szczęki 4: Zemsta                                 |                      | Film                 | [ 3 ]   |
| 1988      | Elvis i ja                                        | Don Beaulieu         | Film                 | [ 2 ]   |
| 1989      | Turner i Hooch                                    | Eric Boyett          | Film                 | [ 5 ]   |
| 1990      | Marilyn Hotchkiss Ballroom Dancing & Charm School | Steve Mills          | Film krótkometrażowy | [ 3 ]   |
| 1992      | Marzyciele, czyli potęga wyobraźni                |                      | Film                 | [ 5 ]   |
| 1992      | Potężne Kaczory                                   | Fulton Reed          | Film                 | [ 5 ]   |
| 1993      | Byle do dzwonka: Nowa klasa                       | Dirk                 | Serial telewizyjny   | [ 6 ]   |
| 1994      | Potężne Kaczory 2                                 | Fulton Reed          | Film                 | [ 5 ]   |
| 1996      | Wtajemniczenie                                    | Bobby                | Film                 | [ 5 ]   |
| 1996      | Potężne Kaczory 3                                 | Fulton Reed          | Film                 | [ 5 ]   |
| 1998      | Potęga przyjaźni                                  | Maxwell Kane         | Film                 | [ 5 ]   |
| 1999      | Cała ona                                          | Jesse Jackson        | Film                 | [ 5 ]   |
| 1999      | Zręczne ręce                                      | Pnub                 | Film                 | [ 5 ]   |
| 1999      | Dar miłości                                       | Daniel Huffman       | Film                 | [ 5 ]   |
| 2000      | Cast Away: Poza światem                           | Elden Madden         | Film                 | [ 5 ]   |
| 2001      | W głąb siebie                                     | Michael              | Film                 | [ 5 ]   |
| 2001      | O-Otello                                          | Roger Rodriguez      | Film                 | [ 5 ]   |
| 2002      | Kanciarze                                         | Sammy Green          | Film                 | [ 5 ]   |
| 2003      | Głupi i głupszy 2: Kiedy Harry poznał Lloyda      | Turk                 | Film                 | [ 5 ]   |
| 2003      | Bitwa pod Shaker Heights                          | Bart Bowland         | Film                 | [ 5 ]   |
| 2003      | Pod słońcem Toskanii                              | Pisarz               | Film                 | [ 5 ]   |
| 2003      | Evil Alien Conquerors                             | Ron                  | Film                 | [ 2 ]   |
| 2004      | Efekt motyla                                      | Lenny Kagan          | Film                 | [ 5 ]   |
| 2004      | Prawo i porządek: sekcja specjalna                | Will Caray           | Serial telewizyjny   | [ 4 ]   |
| 2005      | Szkoła wdzięku Marilyn Hotchkiss                  | Steve Mills/Sampson  | Film                 | [ 5 ]   |
| 2005      | Amatorski projekt                                 | Salesman             | Film                 | [ 5 ]   |
| 2005      | Królowie Dogtown                                  | Billy Z              | Film                 | [ 5 ]   |
| 2006      | Deja Vu                                           | Gunnars              | Film                 | [ 3 ]   |
| 2007      | Smith                                             | Matthew Marley       | Serial telewizyjny   | [ 2 ]   |
| 2007      | Ostry dyżur                                       |                      | Serial telewizyjny   | [ 2 ]   |
| 2007      | Prywatna praktyka                                 | Damon                | Serial telewizyjny   | [ 4 ]   |
| 2007      | Zemsta po śmierci                                 | Taylor               | Film                 | [ 5 ]   |
| 2008      | Romanse i niuanse                                 | Joey "Fudge" Fudgler | Film                 | [ 5 ]   |
| 2009      | Świry                                             | Clive                | Serial telewizyjny   | [ 4 ]   |
| 2009      | Chirurdzy                                         | Matt                 | Serial telewizyjny   | [ 2 ]   |
| 2010      | El Dorado                                         | Gordon               | Serial telewizyjny   | [ 5 ]   |
| 2013      | Jobs                                              | Andy Hertzfeld       | Film                 | [ 5 ]   |
| 2014      | Igrzyska śmierci: Kosogłos. Część 1               | Pollux               | Film                 | [ 5 ]   |
| 2014      | Intelligence                                      | Amos Pembroke        | Serial telewizyjny   | [ 2 ]   |
| 2015      | Igrzyska śmierci: Kosogłos. Część 2               | Pollux               | Film                 | [ 5 ]   |
| 2015–2018 | Daredevil                                         | Foggy Nelson         | Serial telewizyjny   | [ 7 ]   |
| 2017      | Defenders                                         | Foggy Nelson         | Serial telewizyjny   | [ 8 ]   |
| 2018      | Jessica Jones                                     | Foggy Nelson         | Serial telewizyjny   | [ 9 ]   |
| 2018      | Luke Cage                                         | Foggy Nelson         | Serial telewizyjny   | [ 10 ]  |
| 2018      | Spivak                                            | Kevin Oberkfell      | Film                 | [ 2 ]   |
| 2021      | Potężne kaczory: Sezon na zmiany                  | Fulton Reed          | Serial telewizyjny   | [ 11 ]  |
| 2025      | Daredevil: Odrodzenie                             | Foggy Nelson         | Serial telewizyjny   | [ 12 ]  |